# 不足賃
不足賃（ふそくちん）とは、列車降車時において不足している運賃のことで、鉄道運賃の用語である。

## 日本

### 概要
旅客は、旅行開始後または使用開始後の乗車券や料金券に表示された着駅、営業キロ又は経路の変更をすることができる。（規定例：JR東日本の旅客営業規則第249条）
この変更を区間変更といい、不足している運賃を支払うことを精算という。過剰分の払い戻しは行われない場合が多い。
なお、鉄道営業法は、別段の定めのある場合のほかは、乗車券を所持しない旅客の乗車を禁じている。
- 第二十九条  鉄道係員ノ許諾ヲ受ケスシテ左ノ所為ヲ為シタル者ハ五十円以下（罰金等臨時措置法により、現在2万円）ノ罰金又ハ科料ニ処ス
- 一　有効ノ乗車券ナクシテ乗車シタルトキ  二　乗車券
- ニ指示シタルモノヨリ優等ノ車ニ乗リタルトキ
- 三　乗車券ニ指示シタル停車場ニ於テ下車セサルトキ

### 算出方法
最も単純なものが、乗車駅から下車駅までの運賃を、入場した乗車券の額面と比較して単純に不足している額を徴収する方式である。
例えば、300円の乗車券を購入して列車に乗り、目的地の駅で降車する。降車した駅までの運賃がもし500円であれば200円が不足しているわけであるから降車駅で支払わなければならない。この不足分の200円が不足賃となる。
不足賃は駅改札口の係員に支払う場合もあれば、自動精算機が設置されている駅であれば自動精算機で支払うこともできる。
なお、乗車券区間上の、着駅よりも運賃が高くなる駅で下車する場合は、普通乗車券・回数乗車券の場合であれば不足賃は発生しない。
例えば、常磐線水戸駅から日暮里駅までの場合（営業キロ115.3km）、日暮里駅が東京山手線内であるため東京駅までの営業キロ（水戸駅から121.1km）が適用され運賃は2,310円となる。しかし、日暮里駅より遠くにある山手線外の東北本線上中里駅・王子駅・尾久駅まではいずれも水戸駅からの営業キロが120km以下となるため、運賃は1,980円となる。この場合、日暮里駅で下車する場合（上中里駅・王子駅着の場合は西日暮里駅・田端駅でも可）は経路上での下車とできる（精算不要）。同様のケースは、東京山手線内・特定都区市内を経由し区間外に出る場合において、区間の入口駅（最初に差し掛かった区間内の駅）から中心駅までの営業キロより短い営業キロで区間外に出られる場合に発生しうる。なお、降車時に着駅を確定させるICカードで乗車する場合は適用されない。
私鉄については、距離や路線網が限定的であることから、この方式を採用している場合が多い。JR旅客鉄道各社では営業キロが100km以下の乗車券の場合及び大都市近郊区間内相互発着（区間外を経由するものを除く）の乗車券で同じ大都市近郊区間内の駅への乗り越す場合についてこれと同様に取り扱い、それ以外の場合については異なる取り扱いを行う（次項にて詳述）。
定期券や区間式の回数乗車券（往復乗車券を含む）の乗り越しの場合は、末端駅・分岐駅からの運賃を徴収している。なお、回数券については、額面のみの扱いでどの駅からでも利用でき、乗り越した場合も差額を精算するという方式を採る事業者もある。
急行列車・特別急行列車・グリーン車等にかかる各料金券については、上記と同様不足額を徴収する。

#### JRの長距離普通乗車券における取り扱い
JRの旅客営業規則では、前項に該当する例以外の乗車券については以下のように取り扱う。なお、単純に延長する場合と、一部区間に乗車せず別の方向に向かう場合では取り扱いが異なる。なお、割引が適用されている乗車券（学割を除く）の場合、区間変更後についても割引の適用がある場合の精算金額は、その割引を適用した場合の金額と比較して差額を徴収する。
券面表示区間（着駅）を越えた駅まで利用する場合
購入した乗車券（原乗車券）の終端駅から、下車駅までの運賃を別途徴収する（差額による精算ではない）。
原乗車券の着駅・経路を、異なる方向の着駅、もしくは経路に変更する場合
変更区間（一度経路から離れて再度経路上に戻る場合、最初に経路から離れた駅が変更の起点となる）の運賃から、原乗車券の不乗区間の運賃を差し引いた額を徴収する。例えば、原乗車券の終着駅まで10kmの駅から別方向に区間変更をし、15km先の駅まで行く場合、（本州3社内幹線の場合）変更区間の運賃240円から原乗車券の不乗区間200円を引いた40円が精算額となる。ただし、再度原乗車券の経路に乗車する場合は、分岐駅で途中下車扱いにして、変更区間分を別途乗車扱いで精算してもよい（途中下車が可能な場合）。
なお、本項の事例については自動精算機では対応できないため、窓口での精算となる。
特定区間上で区間変更が生じる場合については、以下のように取り扱う。
- 経路特定区間の適用がある乗車券において、変更区間の開始駅が経路特定区間上にある場合、特定区間内の分岐となる駅を変更開始・終了駅とする。
- 選択乗車の運賃計算経路でない経路上の駅を変更開始・終了駅とする場合、選択乗車の分岐駅が開始・終了駅となる。
- 電車大環状線内の駅を変更開始駅として区間外に跨る変更をする場合は、入口駅を変更開始駅とする。
- 特定都区市内・東京山手線内着の乗車券で、同区間を越えて乗車する場合は、下車駅から最も近い同区間の駅からの運賃を徴収する。

### 自動精算機の普及

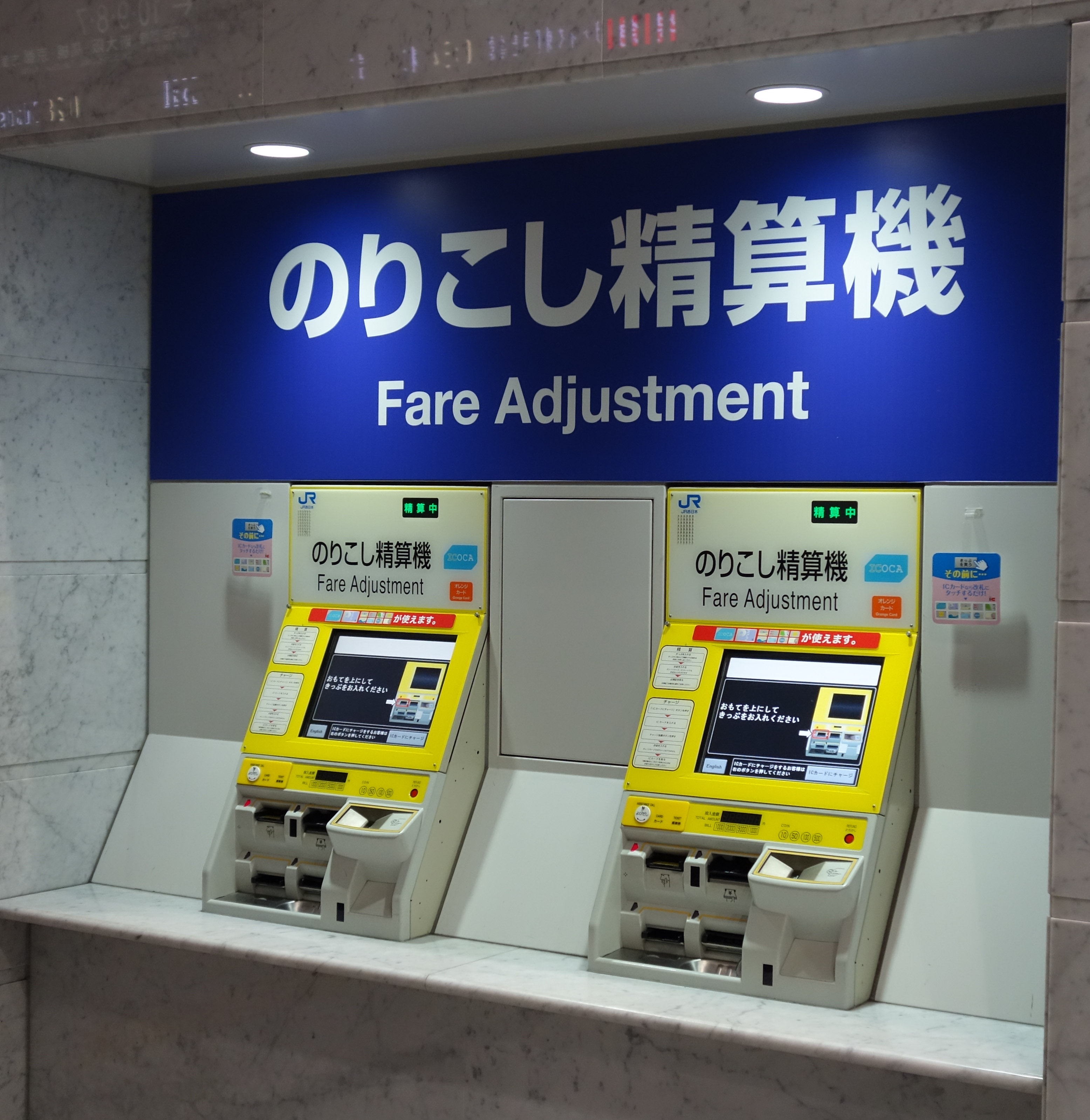
のりこし精算機（ICカード対応）
（JR西日本）

多客時には駅改札口は不足賃を精算する客で混雑し、改札口の通行に支障をきたしている駅が多くある。そのため各鉄道事業者では自動精算機を積極的に導入し、混雑の緩和に努めている。最近では、磁気券と交通系ICカードの組み合わせに対応する機種や、非磁気券をカメラで読み取り、職員の遠隔操作で精算処理ができる機種も登場している。
また、その他の方策として以下のようなものがある。

#### 自動改札機での精算
主に都市圏の駅において、残額が不足賃以上ある磁気式のプリペイドカード（乗車カード）・回数乗車券で精算する場合、一部の自動改札機で精算できることがある。この場合2枚投入が可能になっている必要がある。乗車駅から使用した乗車券類や古いプリペイドカード等と精算に使用するプリペイドカード・回数券類を投入すれば、精算に使用するプリペイドカードは不足する運賃のみ差し引かれる。また、2枚投入可能な自動改札機については、1枚投入しかできない改札機が混在する場合は識別が可能になっていることが多い。
ただし、近年普及しているICカードでは対応していないため、ICカードと磁気券などの組み合わせの場合は、IC対応精算機か窓口で処理を受ける必要がある。

#### 定期券区間に接続する乗車券の発売
東日本旅客鉄道（JR東日本）では、定期乗車券の区間外で「定期券区間に接続する乗車券」を自動券売機で発売していた(2014年3月31日で終了)。定期券区間外の駅で自動券売機に定期券を挿入すると、その定期券の区間までの乗車券を発売し、定期券に入場記録をつける。この処理を行った場合、定期券の区間内の駅で下車する時は定期券を自動改札機に挿入するだけでよいので、着駅での自動精算機や窓口での精算の手間を軽減している。

### 過去の事例
不足賃の場合、旅客が「乗り越しした乗車券」（原券）と「不足賃」を改札窓口に出すことになるが、それを悪用した改札係員による横領事件が過去に発覚している。手口としては、受け取った乗車券を自宅へ持ち帰り処分し、現金を横領するのである。使用済みの乗車券がなければ、不足賃の正確な額が分からないためであり、また不足賃を職場の飲食代に流用したという事例も過去に発覚している。そういった行為は隠語で「チンタ」や「チンタロウ」と呼ばれることもあった（チン＝不足賃の「賃」）。「チンタで夜の宴会」ということもあった。一方で、定期乗車券による乗り越しの場合は乗車券を回収できないため原券そのものが存在しない。
そのため、各鉄道事業者では、自動精算機の増設、窓口精算の場合はすぐ窓口処理機に入力する、各駅別に不足賃取扱い額のデータを作成し不自然な金額の変動がないかチェックする等の対策を取っており、現在では不正横領の事例はほとんど聞かなくなっている。
また、出札・改札口では改札口を突破する無賃乗車や酔客による暴力事件等が発生することがあるので防犯のため監視カメラを設置していることが多いが、内部監査のため時々その画像をチェックすることもあるといわれる。下車客から現金を受け取ったら速やかに所定の場所に現金を収納し必要なデータ入力等をしなければならない。その作業手順が守られているかを監査するのである。

### 他社線からの乗り越し
ここで取り扱う例は、複数の事業者間を改札を通らずに行き来できる場合のものである。

#### 連絡乗車券が購入出来ない場合
他社線からの乗車券の運賃が不足している場合がある。また一例として、甲府駅から東葉勝田台駅まで東日本旅客鉄道（JR東日本）中央本線・東京地下鉄東西線・東葉高速線経由で乗車する場合を考える。甲府駅では目的地までの乗車券は買うことができない。よって、途中までの乗車券を購入してあとは降車駅で精算する必要がある。その場合、支払った不足運賃は事業者同士で精算し、多くは乗り越しの比率（どこの駅から何件乗り越しがあったかをおよそ1年に1回程度調査し、決定される）で割り振られる。
ただし近年では、駅務機器の性能の向上に伴い、従来よりも多くの情報を処理できるように改良されているので、機器による対応が可能な場合は1件毎に厳密な事業者間の精算を行う場合も多くなっている。

#### 接続駅までの運賃と異なる場合
券面の表示額が接続駅までの運賃と異なる場合でも、基本的には1社での乗り越しの場合と変わらない場合が多い。超過していればその分は乗り継ぎ先の運賃に充当され、足りない分のみを徴収する。逆に足りない場合は接続駅までの不足賃と乗り継ぎ先からの運賃を併せて徴収する。極端な例としては、直通運転の境界駅である場合、乗らない方の事業者の乗車券を購入すると、その全額を乗車した事業者線の運賃として充当できることになる（例：綾瀬駅から220円のJR乗車券を購入して東京地下鉄の250円区間まで乗車した場合でも、精算額は30円）。
ただし、下車時に自動精算機を利用する必要があるほか、事業者によって対応が異なる。

### 利用者への呼びかけ
乗り越し精算によって不足賃を払う客が多いと改札が混雑する。そのため前述のとおり自動精算機の増設にも力をいれているが、そのほかにも下記のような対策が取られている。
運賃表を見やすく
運賃表が見づらい（文字が小さくて見えない、運賃表が複雑なためわかりにくい等）のため、「取り敢えず最低運賃の乗車券を購入し下車時に精算する」という利用者も少なくない。そのため運賃表を見やすいものに交換する等の対策がとられている。
カードの利用推進
運賃表を見てそのつど乗車券を購入する必要がないストアードフェアカードを発売する事業者も多い。神戸・大阪・京都を中心とした関西圏内の多数の事業者間を融通する先駆けとなったスルッとKANSAIを始め、JR・私鉄・公営各社局のカード、首都圏の鉄道事業者によるパスネットなどがある。近年は、これらの磁気式乗車カードに替わって、Suica、ICOCA、PASMOなどの非接触式ICカードを用いた乗車カードが急速に普及してきている。

### 運賃箱（収納器）
前述のように係員による不正横領が発生したことがあるため、駅によっては路線バスの運賃箱のような収納器を改札に設置し、係員が手で受け取った運賃（現金）や不足運賃精算で回収したきっぷを入れるようにしているところもある。しかし、混雑時には取り扱いに難があり、使用を止めてしまったところも多い。

## ヨーロッパ
ヨーロッパの鉄道では信用乗車方式が採用されており、乗車駅から降車駅までの正確な乗車券を購入することを義務づけ、乗り越し精算を認めていない交通機関も多い。オーストリアの公共交通機関では改札口又は車内での乗車券への刻印が義務付けられており、検札員の確認時に誤った区間の乗車券を持っていると罰金が科せられる。ロンドン地下鉄では下車時の乗り越し精算の制度はなく確実に目的地までの乗車券を購入することとされており乗り越したり残高不足のオイスターカードで出場すると罰金が科せられるシステムとなっている。